# Hannoverscher Sportverein von 1896 1998-1999
Questa voce raccoglie le informazioni riguardanti l'Hannoverscher Sportverein von 1896 nelle competizioni ufficiali della stagione 1998-1999.

## Stagione
Nella stagione 1998-1999 l'Hannover, allenato da Reinhold Fanz e Franz Gerber, concluse il campionato di 2. Bundesliga al 4º posto. In Coppa di Germania l'Hannover fu eliminato al primo turno dal TeBe Berlino.

## Rosa
| N. |                                 | Ruolo | Calciatore         |
| -- | ------------------------------- | ----- | ------------------ |
| 1  | Germania (bandiera)             | P     | Jörg Sievers       |
| 2  | Germania (bandiera)             | D     | Carsten Linke      |
| 3  | Germania (bandiera)             | D     | Harald Gärtner     |
| 4  | Germania (bandiera)             | D     | Bastian Reinhardt  |
| 5  | Germania (bandiera)             | D     | Mirko Baschetti    |
| 6  | Germania (bandiera)             | D     | Jens Rasiejewski   |
| 7  | Bosnia ed Erzegovina (bandiera) | C     | Uzeir Karaman      |
| 7  | Lituania (bandiera)             | A     | Igoris Morinas     |
| 8  | Albania (bandiera)              | C     | Altin Lala         |
| 9  | Senegal (bandiera)              | A     | Babacar N'Diaye    |
| 10 | Ghana (bandiera)                | C     | Otto Addo          |
| 11 | Germania (bandiera)             | C     | Dieter Hecking     |
| 12 | Polonia (bandiera)              | C     | Andrzej Kobylański |
| 13 | Germania (bandiera)             | D     | Sven Fischer       |
| 14 | Ghana (bandiera)                | A     | Gerald Asamoah     |

| N. |                                | Ruolo | Calciatore         |
| -- | ------------------------------ | ----- | ------------------ |
| 15 | Albania (bandiera)             | D     | Ervin Fakaj        |
| 16 | Germania (bandiera)            | C     | Markus Kreuz       |
| 17 | Germania (bandiera)            | A     | Matthias Becker    |
| 18 | Germania (bandiera)            | A     | Sören Seidel       |
| 19 | Turchia (bandiera)             | C     | Volkan Arslan      |
| 20 | Germania (bandiera)            | C     | Damian Brezina     |
| 21 | Stati Uniti (bandiera)         | D     | Steve Cherundolo   |
| 22 | Germania (bandiera)            | C     | Matthias Dworschak |
| 23 | Germania (bandiera)            | C     | Fabian Gerber      |
| 24 | Italia (bandiera)              | A     | Giuseppe Messinese |
| 26 | Germania (bandiera)            | P     | Heinz Müller       |
| 27 | Serbia e Montenegro (bandiera) | C     | Radenko Vukelic    |
| 28 | Germania (bandiera)            | D     | Stefan Blank       |
| 29 | Germania (bandiera)            | C     | Sebastian Kehl     |
| 30 | Germania (bandiera)            | P     | Kai Wagener        |

## Organigramma societario
Area tecnica
- Allenatore: Franz Gerber
- Allenatore in seconda: Thomas Kost
- Preparatore dei portieri:
- Preparatori atletici: Edward Kowalczuk

## Calciomercato

### Sessione estiva
| Acquisti | Acquisti           | Acquisti                 | Acquisti |
| R.       | Nome               | da                       | Modalità |
| -------- | ------------------ | ------------------------ | -------- |
| P        | Kai Wagener        | Hannover 96 II           |          |
| A        | Igoris Morinas     | Žalgiris                 |          |
| D        | Mirko Baschetti    | Osnabrück                |          |
| A        | Matthias Becker    | Stoccarda                |          |
| D        | Stefan Blank       | Wattenscheid 09          |          |
| C        | Uzeir Karaman      | TuS Celle                |          |
| C        | Sebastian Kehl     | Hannover 96 (juniores)   |          |
| C        | Andrzej Kobylański | Widzew Łódź              |          |
| C        | Altin Lala         | Borussia Fulda           |          |
| A        | Giuseppe Messinese | Eintracht Francoforte II |          |

| Cessioni | Cessioni           | Cessioni               | Cessioni |
| R.       | Nome               | a                      | Modalità |
| -------- | ------------------ | ---------------------- | -------- |
| C        | Hakan Biçici       | Gençlerbirliği         |          |
| C        | Tobias Dietrich    | Göttingen              |          |
| D        | Bernd Eigner       | Arminia Bielefeld      |          |
| C        | Fabian Ernst       | Amburgo                |          |
| A        | Leonardo Manzi     | Cloppenburg            |          |
| A        | Vladan Milovanović | Eintracht Braunschweig |          |
| P        | Raphael Schäfer    | Lubecca                |          |

### Sessione invernale
| Acquisti | Acquisti         | Acquisti           | Acquisti |
| R.       | Nome             | da                 | Modalità |
| -------- | ---------------- | ------------------ | -------- |
| D        | Steve Cherundolo | Portland Pilots    |          |
| D        | Ervin Fakaj      | Eintracht Nordhorn |          |
| A        | Sören Seidel     | Werder Brema       |          |

| Cessioni | Cessioni     | Cessioni | Cessioni |
| R.       | Nome         | a        | Modalità |
| -------- | ------------ | -------- | -------- |
| A        | Jürgen Degen | Meppen   |          |

## Risultati

### 2. Bundesliga

#### Girone di andata
| Arbitro: | Krug |

|                |           |  |
| Kobylański 80’ | Marcatori |  |

| Arbitro: | Albrecht |

|  |           |          |
|  | Marcatori | 9’ Blank |

| Arbitro: | Scheppe |

|                                |           |           |
| García 25’ Zimmermann 62’, 83’ | Marcatori | 17’ Kreuz |

| Arbitro: | Steinborn |

|                          |           |          |
| Stendel 8’ Tschiedel 46’ | Marcatori | 61’ Lala |

| Arbitro: | Wack |

|                                                    |           |            |
| Asamoah 3’, 73’ Addo 60’ Lala 85’ N'Diaye 87’, 89’ | Marcatori | 21’ Donkov |

| Arbitro: | Friedrichs |

|           |           |          |
| Linke 88’ | Marcatori | 34’ Otto |

| Arbitro: | Kircher |

|             |           |  |
| Demandt 18’ | Marcatori |  |

| Arbitro: | Wezel |

|                              |           |  |
| Hecking 14’, 19’ (rig.), 37’ | Marcatori |  |

| Arbitro: | Sippel |

|            |           |  |
| Amadou 64’ | Marcatori |  |

| Arbitro: | Perl |

|           |           |           |
| Degen 46’ | Marcatori | 10’ Weber |

| Arbitro: | Lange |

|                                      |           |  |
| Kirovski 62’ Younga-Mouhani 89’, 90’ | Marcatori |  |

| Arbitro: | Schmidt |

|  |           |                     |
|  | Marcatori | 44’ Tare 90’ Cartus |

| Arbitro: | Schößling |

|                         |           |            |
| Kreuz 36’ Reinhardt 40’ | Marcatori | 1’ Winkler |

| Arbitro: | Gettke |

|                                    |           |             |
| Mičevski 7’ Walker 37’ Kovacec 45’ | Marcatori | 63’ Hecking |

| Arbitro: | Werthmann |

|                  |           |              |
| Kreuz 40’ (rig.) | Marcatori | 45’ van Lent |

| Arbitro: | Kammerer |

|  |           |                                   |
|  | Marcatori | 10’ Kobylański 18’ Kreuz 21’ Addo |

| Arbitro: | Schütz |

|                  |           |  |
| Krieg 90’ (rig.) | Marcatori |  |

#### Girone di ritorno
| Arbitro: | Blumenstein |

|                      |           |             |
| Morinas 24’ Addo 40’ | Marcatori | 1’ Labbadia |

| Arbitro: | Weber |

|  |           |            |
|  | Marcatori | 89’ Gerber |

| Arbitro: | Wagner |

|  |           |                       |
|  | Marcatori | 23’ Morinas 71’ Kreuz |

| Arbitro: | Kammerer |

|  |           |           |
|  | Marcatori | 72’ Seitz |

| Arbitro: | Lange |

|                                       |           |              |
| Addo 11’ Morinas 12’, 52’ Asamoah 54’ | Marcatori | 9’ Weidemann |

| Arbitro: | Perl |

|          |           |           |
| Góra 88’ | Marcatori | 56’ Blank |

| Arbitro: | Wendorf |

|                                           |           |                                  |
| Sekulić 26’ (aut.) Morinas 31’ Seidel 87’ | Marcatori | 40’ Policella 57’ (rig.) Demandt |

| Arbitro: | Jansen |

|  |           |                      |
|  | Marcatori | 41’ Kehl 55’ Morinas |

| Arbitro: | Margenberg |

|                             |           |  |
| Kreuz 36’ (rig.) Seidel 87’ | Marcatori |  |

| Arbitro: | Ortola-Knopp |

|         |           |          |
| Rus 70’ | Marcatori | 43’ Addo |

| Arbitro: | Hufgard |

|                                       |           |                                                 |
| Hecking 10’ Rasiejewski 34’ Blank 58’ | Marcatori | 17’ Brdarić 52’ (aut.) Dworschak 84’ Westerbeek |

| Arbitro: | Kinhöfer |

|          |           |                |
| Addo 85’ | Marcatori | 58’ Kobylański |

| Arbitro: | Anklam |

|                                   |           |            |
| Kreuz 6’ (rig.) Addo 41’ Lala 90’ | Marcatori | 15’ Vossen |

| Arbitro: | Albrecht |

|                 |           |                      |
| Kevric 23’, 90’ | Marcatori | 35’ Asamoah 50’ Addo |

| Hannover 30 maggio 1999, ore 15:00 CEST 32ª giornata | Hannover 96 | 0 – 0 referto | TeBe Berlino | Niedersachsenstadion (48 000 spett.)\| Arbitro: \| Wezel \| |
| Arbitro:                                             | Wezel       |               |              |                                                             |

| Arbitro: | Werthmann |

|  |           |             |
|  | Marcatori | 87’ Morinas |

| Arbitro: | Haupt |

|                                |           |              |
| Reinhardt 56’ Kreuz 62’ (rig.) | Marcatori | 79’ Simeonov |

### Coppa di Germania
| Arbitro: | Stark |

|             |           |  |
| Kovacec 40’ | Marcatori |  |

## Statistiche

### Statistiche di squadra
| Competizione      | Punti | In casa | In casa | In casa | In casa | In casa | In casa | In trasferta | In trasferta | In trasferta | In trasferta | In trasferta | In trasferta | Totale | Totale | Totale | Totale | Totale | Totale | DR  |
| Competizione      | Punti | G       | V       | N       | P       | Gf      | Gs      | G            | V            | N            | P            | Gf           | Gs           | G      | V      | N      | P      | Gf     | Gs     | DR  |
| ----------------- | ----- | ------- | ------- | ------- | ------- | ------- | ------- | ------------ | ------------ | ------------ | ------------ | ------------ | ------------ | ------ | ------ | ------ | ------ | ------ | ------ | --- |
| 2. Bundesliga     | 57    | 17      | 10      | 5       | 2       | 34      | 17      | 17           | 6            | 4            | 7            | 18           | 19           | 34     | 16     | 9      | 9      | 52     | 36     | +16 |
| Coppa di Germania | -     | 0       | 0       | 0       | 0       | 0       | 0       | 1            | 0            | 0            | 1            | 0            | 1            | 1      | 0      | 0      | 1      | 0      | 1      | -1  |
| Totale            | 57    | 17      | 10      | 5       | 2       | 34      | 17      | 18           | 6            | 4            | 8            | 18           | 20           | 35     | 16     | 9      | 10     | 52     | 37     | +15 |

### Andamento in campionato
| Giornata  | 1 | 2 | 3 | 4 | 5 | 6 | 7 | 8 | 9 | 10 | 11 | 12 | 13 | 14 | 15 | 16 | 17 | 18 | 19 | 20 | 21 | 22 | 23 | 24 | 25 | 26 | 27 | 28 | 29 | 30 | 31 | 32 | 33 | 34 |
| --------- | - | - | - | - | - | - | - | - | - | -- | -- | -- | -- | -- | -- | -- | -- | -- | -- | -- | -- | -- | -- | -- | -- | -- | -- | -- | -- | -- | -- | -- | -- | -- |
| Luogo     | C | T | T | T | C | C | T | C | T | C  | T  | C  | C  | T  | C  | T  | T  | C  | T  | T  | C  | C  | T  | C  | T  | C  | T  | C  | T  | C  | T  | C  | T  | C  |
| Risultato | V | V | P | P | V | N | P | V | P | N  | P  | P  | V  | P  | N  | V  | P  | V  | V  | V  | P  | V  | N  | V  | V  | V  | N  | N  | N  | V  | N  | N  | V  | V  |
| Posizione | 6 | 3 | 2 | 2 | 4 | 7 | 8 | 7 | 8 | 9  | 10 | 11 | 10 | 9  | 10 | 11 | 8  | 9  | 8  | 8  | 9  | 7  | 8  | 7  | 7  | 6  | 5  | 6  | 7  | 5  | 5  | 5  | 5  | 4  |

Legenda:

Luogo: C = Casa; T = Trasferta. Risultato: V = Vittoria; N = Pareggio; P = Sconfitta.

### Statistiche dei giocatori
| Giocatore      | 2. Bundesliga | 2. Bundesliga | 2. Bundesliga | 2. Bundesliga | Coppa di Germania | Coppa di Germania | Coppa di Germania | Coppa di Germania | Totale   | Totale | Totale      | Totale     |
| Giocatore      | Presenze      | Reti          | Ammonizioni   | Espulsioni    | Presenze          | Reti              | Ammonizioni       | Espulsioni        | Presenze | Reti   | Ammonizioni | Espulsioni |
| -------------- | ------------- | ------------- | ------------- | ------------- | ----------------- | ----------------- | ----------------- | ----------------- | -------- | ------ | ----------- | ---------- |
| O. Addo        | 30            | 7             | 8             | 1             | 1                 | 0                 | 0                 | 1                 | 31       | 7      | 8           | 2          |
| V. Arslan      | 13            | 0             | 1             | 0             | 1                 | 0                 | 0                 | 0                 | 14       | 0      | 1           | 0          |
| G. Asamoah     | 21            | 4             | 1             | 0             | 1                 | 0                 | 0                 | 0                 | 22       | 4      | 1           | 0          |
| M. Baschetti   | 25            | 0             | 5             | 1             | 1                 | 0                 | 0                 | 0                 | 26       | 0      | 5           | 1          |
| M. Becker      | 5             | 0             | 0             | 0             | 0                 | 0                 | 0                 | 0                 | 5        | 0      | 0           | 0          |
| S. Blank       | 26            | 3             | 6             | 0             | 1                 | 0                 | 0                 | 0                 | 27       | 3      | 6           | 0          |
| D. Brezina     | 2             | 0             | 0             | 0             | 0                 | 0                 | 0                 | 0                 | 2        | 0      | 0           | 0          |
| S. Cherundolo  | 8             | 0             | 0             | 0             | 0                 | 0                 | 0                 | 0                 | 8        | 0      | 0           | 0          |
| J. Degen       | 7             | 1             | 0             | 0             | 0                 | 0                 | 0                 | 0                 | 7        | 1      | 0           | 0          |
| M. Dworschak   | 24            | 0             | 2             | 0             | 0                 | 0                 | 0                 | 0                 | 24       | 0      | 2           | 0          |
| E. Fakaj       | 6             | 0             | 1             | 0             | 0                 | 0                 | 0                 | 0                 | 6        | 0      | 1           | 0          |
| S. Fischer     | 2             | 0             | 0             | 0             | 0                 | 0                 | 0                 | 0                 | 2        | 0      | 0           | 0          |
| F. Gerber      | 15            | 1             | 0             | 0             | 0                 | 0                 | 0                 | 0                 | 15       | 1      | 0           | 0          |
| H. Gärtner     | 10            | 0             | 1             | 0             | 0                 | 0                 | 0                 | 0                 | 10       | 0      | 1           | 0          |
| D. Hecking     | 16            | 5             | 2             | 0             | 1                 | 0                 | 0                 | 0                 | 17       | 5      | 2           | 0          |
| U. Karaman     | 1             | 0             | 0             | 0             | 0                 | 0                 | 0                 | 0                 | 1        | 0      | 0           | 0          |
| S. Kehl        | 8             | 1             | 0             | 0             | 1                 | 0                 | 1                 | 0                 | 9        | 1      | 1           | 0          |
| A. Kobylański  | 22            | 3             | 1             | 0             | 1                 | 0                 | 0                 | 0                 | 23       | 3      | 1           | 0          |
| M. Kreuz       | 33            | 8             | 1             | 0             | 1                 | 0                 | 1                 | 0                 | 34       | 8      | 2           | 0          |
| A. Lala        | 24            | 3             | 7             | 1             | 1                 | 0                 | 0                 | 0                 | 25       | 3      | 7           | 1          |
| C. Linke       | 27            | 1             | 3             | 0             | 1                 | 0                 | 0                 | 0                 | 28       | 1      | 3           | 0          |
| G. Messinese   | 3             | 0             | 0             | 0             | 1                 | 0                 | 0                 | 0                 | 4        | 0      | 0           | 0          |
| I. Morinas     | 16            | 7             | 2             | 0             | 0                 | 0                 | 0                 | 0                 | 16       | 7      | 2           | 0          |
| H. Müller      | 3             | 0             | 0             | 1             | 0                 | 0                 | 0                 | 0                 | 3        | 0      | 0           | 1          |
| B. N'Diaye     | 26            | 2             | 5             | 0             | 0                 | 0                 | 0                 | 0                 | 26       | 2      | 5           | 0          |
| J. Rasiejewski | 34            | 1             | 5             | 0             | 1                 | 0                 | 0                 | 0                 | 35       | 1      | 5           | 0          |
| B. Reinhardt   | 25            | 2             | 2             | 0             | 0                 | 0                 | 0                 | 0                 | 25       | 2      | 2           | 0          |
| S. Seidel      | 7             | 2             | 0             | 0             | 0                 | 0                 | 0                 | 0                 | 7        | 2      | 0           | 0          |
| J. Sievers     | 30            | 0             | 0             | 0             | 1                 | 0                 | 0                 | 0                 | 31       | 0      | 0           | 0          |
| R. Vukelic     | 0             | 0             | 0             | 0             | 0                 | 0                 | 0                 | 0                 | 0        | 0      | 0           | 0          |
| K. Wagener     | 1             | 0             | 0             | 0             | 0                 | 0                 | 0                 | 0                 | 1        | 0      | 0           | 0          |